# 체르키좁스카야역
체르키좁스카야역(러시아어: Черки́зовская)은 모스크바 지하철 소콜니체스카야 선의 역이다. 1990년에 개장했다.

## 역사
체르키좁스카야 역은 1990년 8월 1일에 개통되었다. 당시 이 역의 이름은 모스크바 인근에 위치해 있던 마을이었던 체르키조보에서 이름을 따왔다. 체르키조보는 1917년 모스크바 시로 편입되었으며 1960년대에는 대규모 주택단지 건설이 진행되었으며 오늘날에는 도시화되었다.

## 지리
체르키좁스카야 역은 두 개의 승강구를 가지고 있다. 하나는 인근에 있는 로코모티프 경기장이나 체르키좁스키 시장 쪽으로 갈 수 있으며, 다른 한 쪽은 로코모티프 경기장의 북문으로 통한다.

## 환승
체르키좁스카야 역에서는 모스크바 중앙 순환선의 로코모티프 역으로 환승할 수 있다. 지하 역사에서 지상으로 직접 연결되어 있다.